# Madonna col Bambino con i santi Rocco e Sebastiano
La Madonna col Bambino con i santi Rocco e Sebastiano è un dipinto a olio su tela centinata (273x183 cm) del Moretto, databile al 1528 circa e conservato nella Chiesa di Sant'Andrea a Pralboino in provincia di Brescia.
L'opera chiude definitivamente il periodo giovanile dell'artista, segnando l'ingresso alla piena maturità artistica ed espressiva. Tutte le varie incertezze e forzature riscontrabili nelle opere precedenti sono qui sistemate o riviste: le figure sono attentamente costruite con forte risalto plastico, non si avvertono più nette slegature interne, la luce sulle vesti e sullo sfondo architettonico è ben utilizzata.

## Storia
La destinazione originale della tela doveva essere la chiesa di San Rocco sempre a Pralboino, dove per primo la vede Francesco Paglia nel 1660 dedicandogli un solo ma preciso ricordo. Bisognerà aspettare l'Ottocento perché il dipinto ricompaia nella letteratura artistica, in uno studio di Carl Ransonnet del 1845 e in uno di Stefano Fenaroli del 1875, che lo indicano nella chiesa di Sant'Andrea. Non è chiaro quando sia avvenuto il trasferimento, forse tra il 1782 e il 1790, quando la parrocchiale fu riedificata nelle forme attuali. L'opera è ancora qui conservata, su uno degli altari del lato sinistro della navata.

## Descrizione
La tela è ripartita su due livelli, comunque non nettamente. In quello inferiore campeggiano, in atteggiamento solenne, san Rocco a sinistra e san Sebastiano a destra. Il primo segue l'iconografia canonica, con il bastone da pellegrino e una piaga sulla gamba. San Sebastiano, invece, è raffigurato in modo molto atipico, con le sembianze di un giovane in eleganti vesti da gentiluomo, identificabile soltanto dalle due frecce che tiene appoggiate sulla gamba con la mano destra. Al di sopra, invece, è posta la Madonna con il Bambino, seduti su un basso trono con due grandini davanti ricoperti da un drappo. Lo sfondo della scena è modestamente architettonico: si intravedono due lesene ai lati e la Madonna è posta all'interno di un'apertura rettangolare, una finestra aperta su un grande cielo azzurro coperto da nuvole davanti al quale si staglia la Vergine.

## Stile
Il primo a segnalare l'atipia iconografica di san Sebastiano è Pietro Da Ponte nel 1898, il quale pensa che "non sarebbe fuor di luogo la congettura che in questo santo si abbia innanzi il ritratto di un Gambara, di uno dei potenti feudatari di Pralboino", tesi molto verosimile. L'opera è degna di attenzione come testimonianza dell'evoluzione del gusto e della cultura del Moretto: la linea dell'impianto architettonico è semplice e precisa, si ha il rinuncio a qualsiasi decorazione per dare risalto plastico, mediante luce laterale, alle forme cubiche e spigolose delle lesene, del trono della Madonna e, in particolare, del basamento sul quale i santi poggiano saldamente un piede ciascuno.
Le figure sono attentamente costruite, così come le vesti dei personaggi, soprattutto per quanto riguarda il mantello di san Sebastiano. Allo stesso modo, l'impostazione non presenta divisioni nette all'interno, mostrando un'evoluzione anche in questo senso rispetto, ad esempio, alla Madonna col Bambino in gloria con i santi Rocco, Martino e Sebastiano nella chiesa di Santa Maria delle Grazie a Brescia. La pala, come conclude Camillo Boselli nel 1954, chiude definitivamente il periodo giovanile dell'autore, ma "mai, proprio come davanti a questa paletta, ci si sente tanto imbarazzati nel chiudere un capitolo, perché, se la pala segna temporalmente uno dei limiti della giovinezza del pittore, essa [...] dimostra una maturità d'impianto, una capacità tecnica, una sicurezza tale da essere già al di là del limite da essa stessa segnato". Comincia dunque con quest'opera, databile al 1528 grazie a raffronti stilistici con il polittico dell'Assunta e la Cena in Emmaus, la piena maturità dell'autore, raggiunta dopo varie esperienze e riflessioni in campo compositivo, concettuale e cromatico.